# Summer Rappaport
Summer Rappaport (* 24. Juli 1991 in Denver, Colorado als Summer Cook) ist eine US-amerikanische Triathletin und Olympiateilnehmerin (2020).

## Werdegang
Summer Cook war an der Villanova University im Schwimmsport und im Laufen aktiv.
2013 startet sie bei ihrem ersten Triathlon (Denver Irongirl Sprint Triathlon) und seit März 2014 ist sie als Profi-Athletin aktiv.
Im April 2016 konnte sie in China ihr erstes Rennen im Triathlon World Cup auf der olympischen Distanz (1,5 km Schwimmen, 40 km Radfahren und 10 km Laufen) gewinnen. Im Juni 2018 holte sich die damals 26-Jährige in Belgien ihre sechste Goldmedaille im Triathlon World Cup.

### Olympische Sommerspiele 2020
Im August 2019 holte sich Summer Rappaport beim Olympia-Testbewerb der ITU in Tokio einen Startplatz für die ebendort stattfindenden Olympischen Sommerspiele 2020. In der Saison 2021 wurde sie wieder für das US-Nationalteam nominiert. Im Juni 2021 startete sie zusammen mit Taylor Knibb, Katie Zaferes, Kevin McDowell und Morgan Pearson bei den Olympischen Sommerspielen und sie belegte den 14. Rang.

## Auszeichnungen
- Summer Cook wurde 2016 von der International Triathlon Union (ITU) als «Women’s Breakout Star of the Year» ausgezeichnet.

## Sportliche Erfolge
| Datum/Jahr    | Rang | Wettbewerb                                              | Austragungsort | Zeit     | Bemerkung                                                                            |
| ------------- | ---- | ------------------------------------------------------- | -------------- | -------- | ------------------------------------------------------------------------------------ |
| 14. Juli 2024 | 38   | ITU World Championship Series 2024                      | Hamburg        | 00:58:38 |                                                                                      |
| 11. Mai 2024  | 49   | ITU World Championship Series 2024                      | Yokohama       | 02:00:50 |                                                                                      |
| 13. Mai 2023  | 10   | ITU World Championship Series 2023                      | Yokohama       | 01:55:30 |                                                                                      |
| 3. März 2023  | 4    | ITU World Championship Series 2023                      | Abu Dhabi      | 00:58:35 |                                                                                      |
| 26. Juni 2022 | 3    | ITU Sprint Triathlon World Championship Mixed Relay     | Montreal       |          | Weltmeisterschaft, im Team zusammen mit Taylor Spivey, Kevin Mcdowell und Seth Rider |
| 5. Nov. 2021  | 17   | ITU World Championship Series 2021                      | Abu Dhabi      | 00:58:15 |                                                                                      |
| 19. Sep. 2021 | 3    | ITU World Championship Series 2021                      | Hamburg        | 00:58:26 |                                                                                      |
| 27. Juli 2021 | 14   | Olympische Sommerspiele 2020                            | Tokio          | 02:00:19 |                                                                                      |
| 23. Mai 2021  | 9    | ITU Triathlon World Cup                                 | Lissabon       | 02:00:30 |                                                                                      |
| 15. Mai 2021  | 2    | ITU World Championship Series 2021                      | Yokohama       | 01:54:57 |                                                                                      |
| 20. Juli 2019 | 2    | ITU World Championship Series 2019                      | Edmonton       | 01:01:25 | Zweite hinter Emma Box                                                               |
| 6. Juli 2019  | 3    | ITU World Championship Series 2019                      | Hamburg        | 00:59:42 |                                                                                      |
| 9. Juni 2019  | 1    | ITU Triathlon World Cup                                 | Huatulco       | 01:00:56 |                                                                                      |
| 19. Mai 2019  | 2    | ITU World Championship Series 2019                      | Yokohama       | 01:43:24 |                                                                                      |
| 10. Nov. 2018 | 1    | ITU Triathlon World Cup                                 | Miyazaki       | 02:01:01 | Siegerin im letzten Weltcup-Rennen der Saison                                        |
| 17. Juni 2018 | 1    | ITU Triathlon World Cup                                 | Antwerpen      | 01:02:52 | [ 5 ]                                                                                |
| 4. Nov. 2017  | 1    | ITU Triathlon World Cup                                 | Miyazaki       | 01:54:12 |                                                                                      |
| 28. Okt. 2017 | 1    | ITU Triathlon World Cup                                 | Tongyeong      | 00:57:44 |                                                                                      |
| 24. Sep. 2017 | 2    | Super League Triathlon Jersey                           | Jersey         |          | im dreitägigen Rennformat                                                            |
| 12. Aug. 2017 | 1    | ITU Triathlon World Cup                                 | Yucatán        | 01:00:17 |                                                                                      |
| 22. Okt. 2016 | 1    | ITU Triathlon World Cup                                 | Tongyeong      | 00:59:43 |                                                                                      |
| 4. Sep. 2016  | 1    | ITU World Championship Series 2016                      | Edmonton       | 00:56:49 |                                                                                      |
| 16. Apr. 2016 | 1    | ITU Triathlon World Cup                                 | Chengdu        | 02:00:06 | Siegerin auf der olympischen Distanz                                                 |
| 17. Okt. 2015 | 2    | ITU Triathlon World Cup                                 | Alanya         | 01:59:52 | Zweite hinter der Ukrainerin Julija Jelistratowa                                     |
| 20. Apr. 2014 | 1    | FISU World University Triathlon Championship Women Team | Brasilia       | 02:18:44 | im Team mit Kaitlin Donner und Michelle Mehnert                                      |

(DNF – Did Not Finish)